# ドクターは踊る
「ドクターは踊る」（ドクターはおどる、原題: The Doctor Dances）は、イギリスのSFテレビドラマ『ドクター・フー』のシリーズ1第10話。2005年5月28日にBBC Oneで放送された。5月21日に放送された「空っぽの少年」と二部作をなす。
本エピソードは1941年のロンドンを舞台とする。異星人のタイムトラベラー9代目ドクターとコンパニオンローズ・タイラー、詐欺師ジャック・ハークネス、ホームレスの女性ナンシーが墜落した宇宙船を調査する。宇宙船が墜落すると同時に、病院の患者がガスマスクを着けたゾンビに変容していた。
本エピソードでジャックはコンパニオンとしてターディスに乗船した。前話「空っぽの少年」と共に本作は2006年ヒューゴー賞映像部門短編部門を受賞した。

## 制作
脚本家スティーヴン・モファットのDVDコメンタリーによると、彼は本作に登場するナノジーンを終盤の段階までナニテス (nanites) と呼称していた。しかし、脚本編集のヘレン・レイナーはその名前の発音がドラマ『新スタートレック』に登場するナノテクノロジー機器に似すぎていると判断した。モファットは1990年代のシチュエーション・コメディ Joking Apart で「生命は肉の鮮度を保つ自然の方法」という台詞を初めて使っており、彼はこの台詞を気に入って本作にも再利用したが、視聴者がオリジナルではなく「ドクターは踊る」からこの台詞を引用していることを彼は嘆いた。チューラの船はインドとバングラデシュの多国籍料理店チューラにちなんで名づけられており、この店でラッセル・T・デイヴィスから委任を受けてモファットたちが脚本の議論などを行っていた。
「ドクターは踊る」のクライマックスのシーンはウェールズのバリー島で撮影された。
ジェイミーの声は磁気テープという時代錯誤な媒体に録音された。磁気テープは1930年代にドイツで開発され、第二次世界大戦が終わるまでドイツ以外の国にその技術が渡ることはなかった。当時のBBCでは鋼線式磁気録音機が使用されていたが、ワックスディスクを媒体として使用するレコードの方が一般的であった。スティーヴン・モファットはDVDコメンタリーでこの誤りを認めたが、3代目ドクターと4代目ドクターのコンパニオンであったレスブリッジ・スチュワート准将の先祖が戦果を挙げるためにドイツから盗んだのだと冗談らしく提案した。

## 放送と評価
「ドクターは踊る」は当夜の視聴者数617万人、番組視聴占拠率35.9%を記録した。これはシリーズで最も低い数字ではあるが、法定休日に放送されたことに加え、土曜日に放送された番組では最も高い視聴率を誇った。最終的な視聴者数は686万人に達した。日本では2006年11月7日にNHK衛星第2テレビジョンで初放送され、地上波ではNHK教育テレビジョンにより2007年10月23日に放送された。2011年3月20日には LaLa TV で放送された。
『SFX』誌は本二部作に全てが詰まっていると主張し、特にモファットの脚本を称賛した。彼らは「ドクターは踊る」の結末について「面白く、サプライジングで、心が温まり、しつこい感傷主義に陥ることなく生命賛歌を成し遂げた」と強調した。『デジタル・スパイ』誌のデック・ホーガンはキャプテン・ジャック役のバロウマンを好まなかったが、二部作にシリーズで最高のエピソードの名を冠した。『Now Playing』誌のアーノルド・T・ブランバーグは「ドクターは踊る」にAの評価をつけ、「これがシリーズで初めて制作とプロットに高得点をつけられる」と綴った。「クリアで正確な大量のテクノバブルを滑らかに提示してみせた」と彼は主張し、終盤の台詞は爽快であると称賛した。
子どもがドクターとローズ、ジャックを802号室で驚かせるシーンはBBCの番組 2005 TV Moments の一部として "Golden Moment of 2005" に視聴者から票を投じられた。2009年に『Doctor Who Magazine』誌が行った『ドクター・フー』のエピソードの投票では第5位を獲得した。2008年に『デイリー・テレグラフ』誌は番組で4番目に優れたエピソードと認定した。2011年にシリーズ6の後半が放送される以前に、『ハフポスト』は「空っぽの少年」と「ドクターは踊る」を新規視聴者が見なくてはならないエピソード5選のうち1つに選出した。
「ドクターは踊る」は「空っぽの少年」とともに2006年ヒューゴー賞映像部門短編部門を受賞した。